# 미쓰카이치번
미쓰카이치 번(일본어: 三日市藩 미쓰카이치한[*])은 일본 에도 시대 중기부터 폐번치현까지 에치고국 간바라 군(蒲原郡) 미쓰카이치 구미다테 촌(組館村)에 있던 번으로, 고리야마 번의 지번이다. 번청은 니가타현 시바타시 가미다테(上館)에 있던 미쓰카이치 진야로, 현재는 그 부지에 시바타 시립 나나바 중학교(新発田市立七葉中学校)가 들어서 있다.

## 번의 역사
교호 9년(1724년) 3월 11일, 야나기사와 요시야스의 맏아들 야나기사와 요시사토는 고후 번에서 야마토노쿠니 고리야마 번으로 이봉되었다. 이때 고후 번의 지번으로 1만 석 영지를 갖고 있던 요시야스의 다섯 번째 아들 야나기사와 도키치카는 에치고 미쓰카이치의 1만 석 영지를 지급받아, 여기에 미쓰카이치 번을 세우게 되었다. 도키치카는 재위 3개월만에 동생인 야나기사와 야스쓰네에게 번주직을 물려주었고, 야스쓰네는 에도 성 경비, 오사카와 슨푸 가반, 닛코 제례봉행 등을 역임하여 활약했다.
그러나 번 성립 직후부터 원래 소규모 번이었던 데다가, 번주가 에도에 머무르는 동안 방대한 지출이 계속되었기 때문에, 번 재정은 극도로 악화되었다. 덴포 14년(1843년) 무렵에는 번의 빚이 2190냥이라는 말도 안되는 액수가 되어 있었다. 이 때문에 분세이 연간에 재정 재건을 주로 하는 번 통치 개혁이 시도되었으나 실패하였다.
막부 말기, 미쓰카이치 번은 외국 선박의 도래에 대비하여 군비 증강에 많은 경비를 투입하였고, 막부로부터 니가타의 세키야(関屋), 아오야마(青山) 해안과 에도 아스카 산(飛鳥山) 부근의 경비를 명령받았다. 여기에다가 8대 번주 야나기사와 노리타다의 가문 상속 비용, 안세이 대지진으로 인한 번주 저택 복구 비용, 조정에 대한 비용 지출도 겹쳐, 번 재정은 파탄 직전에 이르렀다.
메이지 원년(1868년) 보신 전쟁 때, 미쓰카이치 번은 시바타번과 행동을 함께 했다. 이듬해 판적봉환이 이루어지면서 노리타다는 미쓰카치이 번지사가 되었고, 메이지 4년(1871년) 7월 14일 폐번치현으로 면직되었다. 미쓰카이치 번도 이때 폐지되어 미쓰카이치 현이 되었다가, 같은해 11월 20일, 니가타현에 편입되었다.

## 역대 번주
1. 야나기사와 도키치카(柳沢時睦) 재위 1724년
2. 야나기사와 야스쓰네(柳沢保経) 재위 1724년 ~ 1760년
3. 야나기사와 노부아키(柳沢信著) 재위 1760년 ~ 1782년
4. 야나기사와 사토유키(柳沢里之) 재위 1782년 ~ 1804년
5. 야나기사와 사토요(柳沢里世) 재위 1804년 ~ 1826년
6. 야나기사와 사토아키(柳沢里顕) 재위 1826년 ~ 1842년
7. 야나기사와 야스타카(柳沢泰孝) 재위 1842년 ~ 1856년
8. 야나기사와 노리타다(柳沢徳忠) 재위 1856년 ~ 1871년